# 察布查尔报
《察布查尔报》（大词典：chabchal serkin）为察布查尔锡伯自治县县委机关报，是世界上唯一的一份锡伯文报纸。《察布查尔报》每周两期，对开四版，面向全国发行，主要在察布查尔县发行，读者主要是新疆懂锡伯文的锡伯族人。

## 沿革
《察布查尔报》的前身是1946年7月创刊的《自由之声报》（穆麟德：sulfan jilgan，亦称《苏尔凡吉尔干》），为当时伊犁三区革命政府的机关报之一。在中国共产党的指示下，阿不都克里木·阿巴索夫在伊犁指导锡伯族进步青年，在锡伯索伦满族文化学会名下创办该报，萨拉春任首任社长、总编辑。该报在伊宁市油印出版，每周两期，每期四版；报刊初创时使用满文，1947年锡伯文制定后遂改用锡伯文。该报大量刊登新华社、苏联塔斯社电讯，宣传中国共产党的主张，在锡伯族人中有较大影响。新中国成立后，该报与《伊犁日报》等一起划归伊犁地委机关报。
1954年3月，察布查尔自治县成立，国家民族事务委员会为察布查尔锡伯自治县定制赠送了一套锡伯文铅字模板及印刷设备，并将《自由之声》更名《新生活报》（穆麟德：ice banjin，亦称《伊车班津》），寓意“锡伯族人民走向新生活”。当年5月1日《新生活报》在伊犁区党委机关报《伊犁日报》社正式铅印出版。1956年底报社社址迁至察布查尔县，由察布查尔县委代管。1966年文革开始，当年6月1日《新生活》被勒令停刊。
1974年10月《新生活》复刊并改为现名《察布查尔报》。报社由县委主管、县委宣传部直管，为财政全额拨款的正科级事业单位。
2003年7月15日，中共中央办公厅及国务院办公厅发布关于报刊治理整顿的决定，决定停办大批县市报，当时，《察布查尔报》与《库尔勒晚报》是新疆唯二保存下来的县市报。

## 发行量
1970年代复刊时，《察布查尔报》的发行量仅300份左右，2007年上升至约1300份。其中约500份为政府机关订阅，约20份为沈阳、北京、湖北、贵州、四川等地的满语学习者订阅，读者主要为新疆懂锡伯文的锡伯族人。
2017年《察布查尔报》发行量约2000份。售价为0.9元，全年订阅价格为90元。
2023年发行量为约2400份，周二刊。2023年时察布查尔报开设了微信公众号，发布其电子版内容。

## 内容
《察布查尔报》每期四版：一版为要闻版，主要报道国家大事，宣传中国共产党的路线、方针、政策，有《故乡行》、《有志之士》等栏目；二版为地方版，主要介绍科技发展动向、科技兴农知识，有《科技园地》、《致富之路》等栏目；三版为副刊，刊登以锡伯族文化为主的趣味内容；四版主要刊登国际国内要闻、法制信息，有《法制园地》、《祖国天地》等栏目。刊登稿件20%由报社记者采写，80%转载新华社和其他报刊的稿件及读者来稿。另外，该报偶有刊登汉文启事、声明及宣传标语。该报不刊登商业广告。

## 影响
《察布查尔报》使用继承自传统满语的规范书面语。由于当代锡伯语口语受汉语和周边各语言的影响，一些词汇已经被借词替代，对保持书面语传统的《察布查尔报》来说，如何在锡伯母语者中扩大影响也是一个重要的课题。
新疆以外地区的一些满语、满文及清代历史研究者订阅该报。

## 印刷设备
- 报刊创刊时为油印，曾短暂改为石印，但因经济困难又恢复油印[參⁠ 4]。
- 1954年察布查尔自治县成立时，国家民族事务委员会赠送了锡伯文铅字和印刷设备，自此改用铅印并一直沿用至2002年[參⁠ 3]。
- 2002年收到新疆维吾尔自治区财政厅拨款15万元，购置了平板胶印机，不再使用铅印[參⁠ 3]。
- 2008年收到自治区拨款80万元，购置了一批排印设备和办公设备，至此《察布查尔报》才完全停用活字印刷设备，改用电脑排版[參⁠ 12][參⁠ 13]。
- 2012年，国家东风工程项目为《察布查尔报》资助了彩印设备，报纸启用彩色印刷。[參⁠ 1]

## 名称
《察布查尔报》的锡伯语刊名下附有三种语言的译名：
- 汉语：察布查尔报
- 哈薩克語：
- 維吾爾語：چاپچال گېزىتى‎ （拉丁维文：Chapchal gëziti）

## 註解
1. ↑  读者来稿有维吾尔语、哈萨克语、汉语、锡伯语，大部分为汉文写成[參⁠ 3]，报社译为锡伯文后发表[參⁠ 6]
2. ↑  按锡伯文书写方向自左向右竖排，而非汉文习惯的自右向左竖排，如[參⁠ 10][參⁠ 11]
3. ↑   註: